# Regierung Vojtech Tuka
Die Regierung Vojtech Tuka, geführt vom Ministerpräsidenten Vojtech Tuka, war die zweite Regierung des unabhängigen Slowakischen Staates (slowakisch: Slovenský štát), der sich auf Druck des Deutschen Reichs von der Tschecho-Slowakischen Republik abspaltete und von 1939 bis 1945 existierte. Sie befand sich vom 27. Oktober 1939 bis 5. September 1944 im Amt. Sie folgte der Regierung Jozef Tiso IV und wurde durch die Regierung Štefan Tiso abgelöst.  

## Regierungsbildung
Die Regierung von Tuka musste gebildet werden, nachdem der Ministerpräsident der vorherigen Regierung, Jozef Tiso, am 26. Oktober 1939 zum Staatspräsidenten gewählt wurde. Am 27. Oktober 939 ernannte dieser dann die Regierung Vojtech Tuka.

## Regierungszusammensetzung
Die Minister befanden sich während der gesamten regulären Amtsperiode im Amt (27. Oktober 1939 bis 5. September 1944), wenn nicht anders angegeben.
- Ministerpräsident: Vojtech Tuka
- stellvertretender Ministerpräsident: Alexander Mach (ab dem 17. August 1940)[Anm. 1]
- Innenminister: 
  - Ferdinand Ďurčanský,
  - Alexander Mach (ab dem 29. Juli 1940)[Anm. 2]
- Außenminister: 
  - Ferdinand Ďurčanský,
  - Vojtech Tuka (ab dem 29. Juli 1940)
- Verteidigungsminister: Ferdinand Čatloš
- Finanzminister: Mikuláš Pružinský
- Minister für Unterricht und nationale Aufklärung: Jozef Sivák
- Justizminister: Gejza Fritz
- Wirtschaftsminister: Gejza Medrický
- Minister für Verkehr und Öffentliche Arbeit: Július Stano

### Parteizugehörigkeit
Die führende und einzig zugelassene Partei im Slowakischen Staat war Hlinkova slovenská ľudová strana – Strana slovenskej národnej jednoty, deutsch bekannt als Hlinkas Slowakische Volkspartei,  kurz Hlinka-Partei.  Sie hatte den Charakter einer Einheitspartei.